# Os marí de Nova Zelanda
L'os marí de Nova Zelanda (Arctocephalus forsteri) és una espècie de pinnípede de la família dels otàrids. Viu a les costes occidentals i meridionals d'Austràlia i als voltants de Nova Zelanda.